# 東京空色さんぽ
「東京空色さんぽ」（とうきょうそらいろさんぽ）は、東武鉄道提供のミニ番組であり、一部のTBS系列で2024年7月7日より放送されている。

## 番組内容
毎回、東京スカイツリーの展望デッキから特定の街にフォーカスし、街並みや歴史、お店などの魅力を相武紗季のナレーションと共に紹介する。

## 出演者
ナビゲーター
- 相武紗季

## 放送局
|            | 放送局      | 時間                 |            |
| ---------- | ----------- | -------------------- | ---------- |
| 関東広域局 | TBSテレビ   | 日曜日 22:54 - 23:00 | 制作局     |
| 中京広域局 | CBCテレビ   | 日曜日 22:54 - 23:00 | 同時ネット |
| 近畿広域局 | MBS毎日放送 | 日曜日 22:54 - 23:00 | 同時ネット |

ネット局情報
- 解説放送・字幕放送あり。

## 放送回
| 放送回 | 場所              | 放送時間                |
| ------ | ----------------- | ----------------------- |
| 第1回  | 台東区/合羽橋     | 2024/07/07 23:19〜23:25 |
| 第2回  | 江東区/大島       | 2024/07/14 23:09〜23:15 |
| 第3回  | 中央区/佃         | 2024/07/21 22:54～23:00 |
| 第4回  | 江東区/清澄白河   | 2024/07/28 22:54～23:00 |
| 第5回  | 墨田区/向島       | 2024/08/04 22:54～23:00 |
| 第6回  | 墨田区/向島       | 2024/08/11 22:54～23:00 |
| 第7回  | 下町・谷中        | 2024/08/18 23:09〜23:15 |
| 第8回  | 台東区/蔵前       | 2024/08/25 22:54～23:00 |
| 第9回  | 台東区/蔵前       | 2024/09/01 22:54～23:00 |
| 第10回 | 江東区/亀戸       | 2024/09/08 22:54～23:00 |
| 第11回 | 江東区/亀戸       | 2024/09/15 23:19～23:25 |
| 第12回 | 中央区/築地       | 2024/09/22 22:54～23:00 |
| 第13回 | 中央区/築地       | 2024/09/29 22:54～23:00 |
| 第14回 | 荒川区/南千住     | 2024/10/06 22:54～23:00 |
| 第15回 | 墨田区/京島       | 2024/10/13 22:54～23:00 |
| 第16回 | 江戸川区/船堀     | 2024/10/20 23:19～23:25 |
| 第17回 | 中央区/人形町     | 2024/11/03 23:09～23:15 |
| 第18回 | 墨田区/両国       | 2024/11/10 22:54～23:00 |
| 第19回 | 江東区/南砂町     | 2024/11/17 22:54～23:00 |
| 第20回 | 豊島区/大塚       | 2024/11/24 22:54～23:00 |
| 第21回 | 埼玉県/草加市     | 2024/12/01 22:54～23:00 |
| 第22回 | 墨田区/吾妻橋     | 2024/12/08 22:54～23:00 |
| 第23回 | 足立区/北千住     | 2024/12/15 22:54～23:00 |
| 第24回 | 足立区/北千住     | 2024/12/22 22:54～23:00 |
| 第25回 | 台東区/今戸       | 2024/12/29 23:41～23:47 |
| 第26回 | 荒川区/西尾久     | 2025/01/05 23:51～23:57 |
| 第27回 | 北区/王子         | 2025/01/12 23:21～23:27 |
| 第28回 | 文京区/湯島       | 2025/01/19 23:19～23:25 |
| 第29回 | 文京区/湯島       | 2025/01/26 23:09～23:15 |
| 第30回 | 板橋区/常盤台     | 2025/02/02 22:54～23:00 |
| 第31回 | 新宿区/市谷       | 2025/02/09 22:54～23:00 |
| 第32回 | 渋谷区/千駄ヶ谷   | 2025/02/16 22:54～23:00 |
| 第33回 | 板橋区/仲宿       | 2025/02/23 22:54～23:00 |
| 第34回 | 渋谷区/代々木上原 | 2025/03/02 22:54～23:00 |